# Campeonato de Fútbol Playa de Concacaf de 2021
El Campeonato de Fútbol Playa de Concacaf de 2021 fue la novena edición oficial entre selecciones de fútbol playa organizada por la Concacaf. Se llevó a cabo en Alajuela (Costa Rica) del 17 al 23 de mayo y sirvió como clasificatorio para la  Copa Mundial de Fútbol Playa FIFA 2021 que se celebró en Rusia.

## Participantes
En cursiva la selección debutante.
| Equipos participantes | Equipos participantes | Equipos participantes | Equipos participantes |
| --------------------- | --------------------- | --------------------- | --------------------- |
| El Salvador           | Costa Rica            | Bahamas               | Belice                |
| República Dominicana  | Guadalupe (se retiró) | Guatemala             | México                |
| Panamá                | Trinidad y Tobago     | Estados Unidos        | Islas Turcas y Caicos |

## Sistema de competición
En la primera ronda del torneo se conformaron tres  grupos de cuatro integrantes que jugarán todos contra todos. Clasificarán los dos primeros puestos de cada grupo y los dos mejores terceros colocados a la siguiente ronda. Esta fase será de eliminatoria directa con cuartos de final, semifinales y final, en la que los dos equipos involucrados obtendrán el cupo a la copa mundial. Al ganador de un encuentro se le otorgaron tres puntos por el triunfo en tiempo reglamentario, dos puntos tras una prórroga, y uno por superar al rival en tiros desde el punto penal.

## Primera fase

### Grupo A
| Equipo                | Pts | PJ | PG | PG+ | PG++ | PP | GF | GC | Dif |
| --------------------- | --- | -- | -- | --- | ---- | -- | -- | -- | --- |
| México                | 6   | 2  | 2  | 0   | 0    | 0  | 11 | 6  | +5  |
| Panamá                | 3   | 2  | 1  | 0   | 0    | 1  | 11 | 6  | +5  |
| Belice                | 0   | 2  | 0  | 0   | 0    | 2  | 4  | 14 | -10 |
| Guadalupe (Se retiró) | 0   | 0  | 0  | 0   | 0    | 0  | 0  | 0  | 0   |

| 17 de mayo de 2021, 10:00 | Guadalupe | Cancelado | Panamá | Complejo Deportivo FEDEFUTBOL, Alajuela |  |
|                           |           | Reporte   |        |                                         |  |

| 17 de mayo de 2021, 10:00 | Belice                             | 3:6     | México                                                                          | Complejo Deportivo FEDEFUTBOL, Alajuela |                         |
|                           | Meza 17' · Mariano 25', 30' (pen.) | Reporte | Sámano 10', 17' · Vizcarra 10' · Martínez 16' (pen.) · Wbias 20' · Castillo 24' | Árbitro(s): Luis Torres                 | Árbitro(s): Luis Torres |

| 18 de mayo de 2021, 10:00 | Guadalupe | Cancelado | México | Complejo Deportivo FEDEFUTBOL, Alajuela |  |
|                           |           | Reporte   |        |                                         |  |

| 18 de mayo de 2021, 10:00 | Panamá                                                                                                | 8:1     | Belice   | Complejo Deportivo FEDEFUTBOL, Alajuela |                          |
|                           | Kelly 2', 34' · E. García 3' · Torres 8' · Maquensi 17' · Londoño 28' · Villarreal 31' · Carvajal 32' | Reporte | Meza 24' | Árbitro(s): Miguel López                | Árbitro(s): Miguel López |

| 19 de mayo de 2021, 10:00 | México                                            | 5:3     | Panamá                                 | Complejo Deportivo FEDEFUTBOL, Alajuela |                              |
|                           | Castillo 1', 13' · Alemán 9', 20' · Rodriguez 14' | Reporte | García 3' · Escobar 20' · Maquensi 25' | Árbitro(s): Gonzalo Carballo            | Árbitro(s): Gonzalo Carballo |

| 19 de mayo de 2021, 10:00 | Guadalupe | Cancelado | Belice | Complejo Deportivo FEDEFUTBOL, Alajuela |  |
|                           |           | Reporte   |        |                                         |  |

### Grupo B
| Equipo               | Pts | PJ | PG | PG+ | PG++ | PP | GF | GC | Dif |
| -------------------- | --- | -- | -- | --- | ---- | -- | -- | -- | --- |
| El Salvador          | 9   | 3  | 3  | 0   | 0    | 0  | 29 | 4  | +25 |
| Guatemala            | 4   | 3  | 1  | 0   | 1    | 1  | 14 | 11 | +3  |
| Bahamas              | 3   | 3  | 1  | 0   | 0    | 2  | 15 | 12 | +3  |
| República Dominicana | 0   | 3  | 0  | 0   | 0    | 3  | 4  | 35 | -31 |

| 17 de mayo de 2021, 11:30 | Bahamas                                     | 3:3 (t. s.)(1:3 p.)        | Guatemala                                            | Complejo Deportivo FEDEFUTBOL, Alajuela |                        |
|                           | Kyle Williams 24' · Beneby 34' · Joseph 36' | Reporte                    | Juan Flores 12' · González 22' · Miguel González 34' | Árbitro(s): Mario Nava                  | Árbitro(s): Mario Nava |
|                           |                                             | Tiros desde el punto penal |                                                      |                                         |                        |
|                           | Julmis · Joseph                             |                            | González · Sáenz · Miguel González                   |                                         |                        |

| 17 de mayo de 2021, 13:00 | República Dominicana | 1:15    | El Salvador | Complejo Deportivo FEDEFUTBOL, Alajuela |                         |
|                           | Navarro 29'          | Reporte | Batres 3', 12', 30', 31' (pen.) · Velásquez 4', 6', 28' · Ramírez 9' · Robles 11' · Cruz 13' · Urbina 15', 26', 28' · Ramos 22' · Perdomo 24' | Árbitro(s): Jair Robles                 | Árbitro(s): Jair Robles |

| 18 de mayo de 2021, 11:30 | Bahamas | 10:2    | República Dominicana          | Complejo Deportivo FEDEFUTBOL, Alajuela |                           |
|                           | Munnings 7' (pen.), 35' · St. Fleur 16', 25', 26', 29' (pen.), 31' · Williams 22' · Joseph 24' (pen.) · Julmis 30' | Reporte | Beneby 4' (a.g.) · Moreta 23' | Árbitro(s): Marco Navarro               | Árbitro(s): Marco Navarro |

| 18 de mayo de 2021, 13:00 | El Salvador                                                                         | 7:1     | Guatemala   | Complejo Deportivo FEDEFUTBOL, Alajuela |                           |
|                           | Permodo 4' · Cruz 7' · Velásquez 8', 21' · H. Ramos 19' · Portillo 21' · Robles 22' | Reporte | Álvares 22' | Árbitro(s): Warner Porras               | Árbitro(s): Warner Porras |

| 19 de mayo de 2021, 11:30 | Guatemala | 10:1    | República Dominicana | Complejo Deportivo FEDEFUTBOL, Alajuela |                         |
|                           | Sáenz 5' (pen.) · Crocker 12', 18' · Flores 13', 31' · M. González 14' · W. González 24' · Álvarez 29' · Bachez 33' · López 35' | Reporte | Navarro 33' (pen.)   | Árbitro(s): Jair Robles                 | Árbitro(s): Jair Robles |

| 19 de mayo de 2021, 13:00 | El Salvador                                                                   | 7:2     | Bahamas           | Complejo Deportivo FEDEFUTBOL, Alajuela |                                |
|                           | Perdomo 9' · Batres 20', 24' · Portillo 26' · Velásquez 30', 34' · Urbina 32' | Reporte | St. Fleur 2', 25' | Árbitro(s): Gumercindo Batista          | Árbitro(s): Gumercindo Batista |

### Grupo C
| Equipo                | Pts | PJ | PG | PG+ | PG++ | PP | GF | GC | Dif |
| --------------------- | --- | -- | -- | --- | ---- | -- | -- | -- | --- |
| Costa Rica            | 9   | 3  | 3  | 0   | 0    | 0  | 15 | 8  | +7  |
| Estados Unidos        | 6   | 3  | 2  | 0   | 0    | 1  | 20 | 8  | +12 |
| Trinidad y Tobago     | 3   | 3  | 1  | 0   | 0    | 2  | 12 | 15 | -3  |
| Islas Turcas y Caicos | 0   | 3  | 0  | 0   | 0    | 3  | 7  | 23 | -16 |

| 17 de mayo de 2021, 14:30 | Islas Turcas y Caicos | 1:11    | Estados Unidos                                                                                         | Complejo Deportivo FEDEFUTBOL, Alajuela |                                |
|                           | Brooks 8'             | Reporte | Perea 8', 1' · Chávez 4', 6' · Mondragón 3' · Rezende 6' · Perera 5', 2' · Canale 1', 1' · Silveira 5' | Árbitro(s): Gumercindo Batista          | Árbitro(s): Gumercindo Batista |

| 17 de mayo de 2021, 16:00 | Costa Rica                                                 | 5:3     | Trinidad y Tobago                  | Complejo Deportivo FEDEFUTBOL, Alajuela |                          |
|                           | Gamboa 11' · C. Sánchez 18', 32' · Pacheco 33' · Calvo 34' | Reporte | Augustine 25', 26' · McDougall 34' | Árbitro(s): Juan Angeles                | Árbitro(s): Juan Angeles |

| 18 de mayo de 2021, 14:30 | Estados Unidos                                       | 5:2     | Trinidad y Tobago           | Complejo Deportivo FEDEFUTBOL, Alajuela |                              |
|                           | Perera 2' · Toth 3' · Canale 11', 29' · Silveira 23' | Reporte | McDougall 25' · Gregory 29' | Árbitro(s): Gonzalo Carballo            | Árbitro(s): Gonzalo Carballo |

| 18 de mayo de 2021, 16:00 | Costa Rica                                       | 5:1     | Islas Turcas y Caicos | Complejo Deportivo FEDEFUTBOL, Alajuela |                         |
|                           | C. Sánchez 1', 2', 13' · Pacheco 13' · Sandi 19' | Reporte | Beljour 13'           | Árbitro(s): Jorge Tunón                 | Árbitro(s): Jorge Tunón |

| 19 de mayo de 2021, 14:30 | Trinidad y Tobago                                               | 7:5     | Islas Turcas y Caicos                                 | Complejo Deportivo FEDEFUTBOL, Alajuela |                        |
|                           | Augustine 3' · Gray 4', 12' · Bobb 5', 21' · McDougall 24', 36' | Reporte | Bryan 16' · Jerome 17' · Magny 24', 29' · Beljour 34' | Árbitro(s): Mário Nava                  | Árbitro(s): Mário Nava |

| 19 de mayo de 2021, 16:00 | Estados Unidos                                     | 4:5     | Costa Rica                                        | Complejo Deportivo FEDEFUTBOL, Alajuela |                          |
|                           | Santos 4' · Silveira 19' · Toth 24' · Albiston 36' | Reporte | Arrieta 12' · Pacheco 14', 28', 28' · Sánchez 34' | Árbitro(s): Juan Angeles                | Árbitro(s): Juan Angeles |

## Mejores terceros
Los dos mejores de los terceros puestos avanzan a la segunda ronda.
| N.º | Equipo            | Gr | Pts | PJ | PG | PG++ | PG+ | PP | GF | GC | Dif |
| --- | ----------------- | -- | --- | -- | -- | ---- | --- | -- | -- | -- | --- |
| 1.  | Bahamas           | B  | 3   | 3  | 1  | 0    | 0   | 2  | 15 | 12 | 3   |
| 2.  | Trinidad y Tobago | C  | 3   | 3  | 1  | 0    | 0   | 2  | 12 | 15 | -3  |
| 3.  | Belice            | A  | 0   | 2  | 0  | 0    | 0   | 2  | 4  | 14 | -10 |

## Segunda fase
|  | Cuartos de final  | Cuartos de final |                |             | Semifinales | Semifinales |        |                | Final        | Final      |  |
|  | 21 de mayo        | 21 de mayo       |                |             | 22 de mayo  | 22 de mayo  |        |                | 23 de mayo   | 23 de mayo |  |
|  |                   |                  |                |             |             |             |        |                |              |            |  |
|  |                   |                  |                |             |             |             |        |                |              |            |  |
|  | México            | 5                |                |             |             |             |        |                |              |            |  |
|  | México            | 5                |                |             |             |             |        |                |              |            |  |
|  | Bahamas           | 4                |                |             |             |             |        |                |              |            |  |
|  | Bahamas           | 4                |                | México      | 2           |             |        |                |              |            |  |
|  |                   |                  |                | México      | 2           |             |        |                |              |            |  |
|  |                   |                  | Estados Unidos | 5           |             |             |        |                |              |            |  |
|  | Panamá            | 3                | Estados Unidos | 5           |             |             |        |                |              |            |  |
|  | Panamá            | 3                |                |             |             |             |        |                |              |            |  |
|  | Estados Unidos    | 4                |                |             |             |             |        |                |              |            |  |
|  | Estados Unidos    | 4                |                |             |             |             |        | Estados Unidos | 4            |            |  |
|  |                   |                  |                |             |             |             |        | Estados Unidos | 4            |            |  |
|  |                   |                  | El Salvador    | 6           |             |             |        |                |              |            |  |
|  | El Salvador       | 9                | El Salvador    | 6           |             |             |        |                |              |            |  |
|  | El Salvador       | 9                |                |             |             |             |        |                |              |            |  |
|  | Trinidad y Tobago | 2                |                |             |             |             |        |                |              |            |  |
|  | Trinidad y Tobago | 2                |                | El Salvador | 6           |             |        | Tercer lugar   | Tercer lugar |            |  |
|  |                   |                  |                | El Salvador | 6           |             |        | Tercer lugar   | Tercer lugar |            |  |
|  |                   |                  | Guatemala      | 2           |             |             |        |                |              |            |  |
|  | Costa Rica        | 4                | Guatemala      | 2           |             |             | México | 2              |              |            |  |
|  | Costa Rica        | 4                |                |             |             |             | México | 2              |              |            |  |
|  | Guatemala         | 6                |                |             |             |             |        |                | Guatemala    | 5          |  |
|  | Guatemala         | 6                |                |             |             |             |        |                | Guatemala    | 5          |  |
|  |                   |                  |                |             |             |             |        |                |              |            |  |

### Cuartos de final
| 21 de mayo de 2021, 11:30 | México                                                   | 5:4 (t. s.) | Bahamas                                    | Complejo Deportivo FEDEFUTBOL, Alajuela |                              |
|                           | Rodriguez 2', 37' · Macías 8' · Wbias 20' · Castillo 31' | Reporte     | Julmis 1', 1' · Francois 7' · Munnings 19' | Árbitro(s): Gonzalo Carballo            | Árbitro(s): Gonzalo Carballo |

| 21 de mayo de 2021, 13:00 | Panamá                                      | 3:4     | Estados Unidos                                      | Complejo Deportivo FEDEFUTBOL, Alajuela |                          |
|                           | R. García 19' · Quintero 25' · Maquensi 27' | Reporte | Albiston 17' (pen.) · Perea 21' · Silveira 26', 32' | Árbitro(s): Miguel López                | Árbitro(s): Miguel López |

| 21 de mayo de 2021, 14:30 | El Salvador                                                                                          | 9:2     | Trinidad y Tobago             | Complejo Deportivo FEDEFUTBOL, Alajuela |                          |
|                           | Portillo 1' · Perdomo 3' · Batres 13', 25', 31' (pen.) · Bailey 23' (a.g.) · Velásquez 26', 34', 35' | Reporte | Woodley 5' (pen.) · Baird 27' | Árbitro(s): Juan Angeles                | Árbitro(s): Juan Angeles |

| 21 de mayo de 2021, 16:00 | Costa Rica                                  | 4:6     | Guatemala                                                                         | Complejo Deportivo FEDEFUTBOL, Alajuela |                         |
|                           | Pacheco 8' · Mora 16', 36' · C. Sánchez 28' | Reporte | C. González 9' · M. González 12' · Sáenz 16' · Crocker 18' · W. González 29', 35' | Árbitro(s): Jair Robles                 | Árbitro(s): Jair Robles |

### Semifinales
| 22 de mayo de 2021, 14:00 | México                             | 2:5     | Estados Unidos                                            | Complejo Deportivo FEDEFUTBOL, Alajuela |                              |
|                           | - Castillo 19' · Santos 24' (a.g.) | Reporte | Mondragón 7' · Dilbert 23', 31' · Perera 24' · Canale 25' | Árbitro(s): Gonzalo Carballo            | Árbitro(s): Gonzalo Carballo |

| 22 de mayo de 2021, 15:30 | El Salvador                                                                         | 6:2     | Guatemala                     | Complejo Deportivo FEDEFUTBOL, Alajuela |                          |
|                           | Sáenz 3' (a.g.) · Perdomo 23' · Ramos 28' · Velásquez 34' · Robles 34' · Batres 36' | Reporte | C. González 17' · Álvarez 34' | Árbitro(s): Juan Angeles                | Árbitro(s): Juan Angeles |

### Tercer lugar
| 23 de mayo de 2021, 14:00 | México                    | 2:5     | Guatemala                                                 | Complejo Deportivo FEDEFUTBOL, Alajuela |                         |
|                           | Rodriguez 27' · Wbias 30' | Reporte | Flores 14' · Pérez 21' · Sáenz 26' · W. González 27', 33' | Árbitro(s): Jorge Tunon                 | Árbitro(s): Jorge Tunon |

### Final
| 23 de mayo de 2021, 15:30 | Estados Unidos                              | 4:6     | El Salvador                                              | Complejo Deportivo FEDEFUTBOL, Alajuela |                          |
|                           | Santos 11', 14' · Canale 22' · Silveira 24' | Reporte | Robles 3' (pen.) · Perdomo 7', 15', 16', 24' · Urbina 9' | Árbitro(s): Miguel López                | Árbitro(s): Miguel López |

|                                    |
| Campeón El Salvador Segundo título |

## Goleadores[3]
- Actualizado el 23 de mayo de 2021.

| Jugador           | Selección      | Goles |
| ----------------- | -------------- | ----- |
| Frank Velásquez   | El Salvador    | 11    |
| Rubén Batres      | El Salvador    | 10    |
| Exon Perdomo      | El Salvador    | 9     |
| Christian Sánchez | Costa Rica     | 7     |
| Gabriel Silveira  | Estados Unidos | 7     |
| Lesly St. Fleur   | Bahamas        | 7     |

## Estadísticas

### Tabla General
| Pos. | Equipo                | Pts | PJ | PG | PG+ | PP | GF | GC | Dif |
| ---- | --------------------- | --- | -- | -- | --- | -- | -- | -- | --- |
| 1    | El Salvador           | 18  | 6  | 6  | 0   | 0  | 50 | 12 | +38 |
| 2    | Estados Unidos        | 12  | 6  | 4  | 0   | 2  | 33 | 19 | +14 |
| 3    | Guatemala             | 10  | 6  | 3  | 1   | 2  | 27 | 23 | +4  |
| 4    | México                | 8   | 5  | 2  | 1   | 2  | 20 | 20 | 0   |
| 5    | Costa Rica            | 9   | 4  | 3  | 0   | 1  | 19 | 14 | +5  |
| 6    | Panamá                | 3   | 3  | 1  | 0   | 2  | 14 | 10 | +4  |
| 7    | Bahamas               | 3   | 4  | 1  | 0   | 3  | 19 | 17 | +2  |
| 8    | Trinidad y Tobago     | 3   | 4  | 1  | 0   | 3  | 14 | 24 | -10 |
| 9    | Belice                | 0   | 2  | 0  | 0   | 2  | 4  | 14 | -10 |
| 10   | Islas Turcas y Caicos | 0   | 3  | 0  | 0   | 3  | 7  | 23 | -16 |
| 11   | República Dominicana  | 0   | 3  | 0  | 0   | 3  | 4  | 35 | -31 |

## Premios y reconocimientos[4]

### Balón de Oro
| Jugador      | Selección   |
| Ruben Batres | El Salvador |
| ------------ | ----------- |

### Mejor goleador
| Jugador         | Selección   | Goles |
| Frank Velásquez | El Salvador | 11    |
| --------------- | ----------- | ----- |

### Guante de Oro
| Jugador           | Selección   |
| Eliodoro Portillo | El Salvador |
| ----------------- | ----------- |

### Premio al mejor jugador joven del torneo
| Jugador        | Selección      |
| Antonio Chávez | Estados Unidos |
| -------------- | -------------- |

### Premio al juego limpio
| Selección |
| México    |
| --------- |

## Clasificados a laCopa Mundial de Fútbol Playa Rusia 2021
| Bandera de El Salvador | Bandera de Estados Unidos |
| El Salvador            | Estados Unidos            |
| Campeón                | Subcampeón                |